# Rio Douro (Cabeceiras de Basto)
Rio Douro, auch Riodouro, ist eine Gemeinde im Norden Portugals.
Rio Douro gehört zum Kreis Cabeceiras de Basto im Distrikt Braga, besitzt eine Fläche von 43,1 km² und hat 816 Einwohner (Stand 19. April 2021).